# Vedran Runje
Vedran Runje (* 10. Februar 1976 in Sinj) ist ein ehemaliger kroatischer Fußballtorwart.

## Karriere
Runje begann seine Karriere 1996 bei Hajduk Split, war aber nicht in der Lage sich einen Stammplatz zu holen, da der kroatische Nationalmannschaftstorhüter Tonči Gabrić und der jüngere Stipe Pletikosa ihm vorgezogen wurden. Daher verließ er Hajduk Split und wechselte zum belgischen Verein Standard Lüttich.
Bis zum Jahre 2001 spielte er für Standard Lüttich. Dort wurde er auch zweimal "Torwart des Jahres in der belgischen Jupiler League" und zwar in den Jahren 1999 und 2001. Danach wechselte er nach Frankreich zu Olympique Marseille. Dort wurde er als Stammtorwart eingesetzt und erhielt zuerst einen Zweieinhalbjahresvertrag. Er trug einen großen Teil dazu bei, dass Marseille sich für die Saison 2003/04 für die Champions League qualifiziert hatte. Während der Gruppenphase spielte er in 5 von 6 Spielen. Er war bis Dezember 2003 erste Wahl in Marseille, bis im Januar Fabien Barthez zu Olympique Marseille wechselte. Seitdem machte er weder Spiele in der Liga, noch in einem europäischen Wettbewerb.
Im Sommer 2004 kehrte Runje zurück zu Standard Lüttich. Während seiner zweiten Zeit bei Standard erhielt er 2006 noch einmal den Titel "Torwart des Jahres in der belgischen Jupiler League" zugesprochen. Noch im Sommer 2006 wechselte er zum türkischen Topklub Beşiktaş Istanbul. Bei Beşiktaş war er Stammtorwart, machte dort 32 Spiele in der Süper Lig und noch dazu 6 Spiele im UEFA-Cup.
Im Sommer 2007 verließ er Beşiktaş Istanbul und wechselte wieder nach Frankreich, aber diesmal zum RC Lens. Er machte zwar alle 38 Spiele in der Ligue 1 und 6 Spiele im UEFA-Cup, konnte aber nicht verhindern, dass der RC Lens am Ende der Saison als 18. in die Ligue 2 abstieg.
Trotz der Gerüchte, dass Runje den RC Lens im Falle eines Abstiegs verlassen würde, entschied er sich bei Lens zu bleiben. Schließlich feierte am Ende der Saison den Wiederaufstieg in die Ligue 1 und trug einen wesentlichen Teil dazu bei, dass der RC Lens nur ein Jahr in der Ligue 2 spielte.

## Nationalmannschaft
Als Slaven Bilić als Nationaltrainer der kroatischen Fußballnationalmannschaft seinen Dienst antrat, wurde Vedran Runje der 2. Nationaltorwart hinter seinem ehemaligen Mannschaftskollegen Stipe Pletikosa. Sein erstes Länderspiel machte er zur Qualifikation zur Europameisterschaft 2008 im November 2006 gegen Israel, welches Kroatien mit 4:3 gewinnen konnte. Bei seinem zweiten Länderspiel in der Qualifikation schlug Kroatien im September 2007 die Nationalmannschaft von Andorra mit 7:0. Er bestritt noch zwei Freundschaftsspiele im selben Jahr und zwar gegen Bosnien-Herzegowina und die Slowakei.
Durch gute Spiele im Tor wurde er auch als zweiter Torwart für die Fußball-Europameisterschaft 2008 in Österreich und in der Schweiz nominiert. Dort spielte er das dritte und letzte Gruppenspiel der Kroaten gegen Polen, das Kroatien mit 1:0 gewann. Doch Runje spielte nur, da Kroatien sich schon vorher qualifiziert hatte, nachdem man die Nationalmannschaften von Österreich und Deutschland bezwungen hatte. Im Laufe des Jahres 2008 hatte er sonst nur einen Länderspiel-Auftritt beim Freundschaftsspiel gegen Slowenien, wo er nach 45 Minuten für Stipe Pletikosa eingewechselt wurde.
Im Juni 2009 wurde er dann Stammtorhüter, nachdem Stipe Pletikosa seinen Stammplatz bei seinem Verein Spartak Moskau verlor. Sein erstes Spiel als Stammtorhüter machte er bei der Qualifikation zur Fußball-Weltmeisterschaft 2010 im Heimspiel gegen die Ukraine, das mit einem 2:2-Unentschieden endete. Am 5. September 2009 beim Qualifikationsspiel gegen Belarus zeigte er mehrere gute Paraden und wurde zum Spieler des Spiels gewählt. Ein paar Tage später gegen England zeigte er ebenfalls ein paar gute Paraden, konnte jedoch den vernichtenden 5:1-Sieg der Engländer nicht verhindern. Am 5. Tor der Engländer war er beteiligt, nachdem er einen Rückpass nicht richtig klärte und dadurch Wayne Rooney frei vor seinem Tor stand.

## Titel und Erfolge
- Torwart des Jahres in der belgischen Jupiler League: 1999, 2001, 2006
- Türkischer Pokalsieger 2006/07
- Türkischer Supercupsieger 2006